# Crawling
«Crawling» es una canción de la banda estadounidense de rock Linkin Park, grabada para su álbum debut, Hybrid Theory (2000). Fue escrita por todos los miembros del grupo, la produjo Don Gilmore y se grabó entre 1999 y 2000 en los estudios NRG Recording en North Hollywood, California. La canción fue lanzada como el segundo sencillo de Hybrid Theory el 2 de abril de 2001 por la discográfica Warner Bros. Records. En el mismo mes, se envió a las emisoras de radio estadounidenses.
Las primeras versiones de la canción se originaron a través de una demo donde la banda vio el potencial de su melodía. Líricamente, «Crawling» expresa la autoconciencia, la falta de confianza y asumir la responsabilidad de tus propias acciones, así como retratar el consumo excesivo de drogas y alcohol. Su creación fue inspirada por la experiencia de vida del vocalista Chester Bennington, y los medios de comunicación opinaron que sus letras también pueden hacer referencia al abuso que Bennington sufrió cuando era más joven, así como síntomas del trastorno de ansiedad. Musicalmente, es una pista de género nu metal, con breves elementos de rap rock e influencias de electrónica.
La canción fue bien recibida por la crítica, que elogiaron las voces de Bennington, su composición y temas. Tuvo un desempeño comercial positivo en Europa, donde alcanzó las veinte primeras posiciones en las listas de Alemania, Austria, Escocia, Irlanda y Reino Unido. En Estados Unidos logró la posición 79 en el Billboard Hot 100 y la Recording Industry Association of America (RIAA) le otorgó la certificación de oro. En 2002 recibió el premio a «Mejor interpretación de Hard Rock» en la 44.ª edición de los Premios Grammy. En el mismo año, la canción fue clasificada en la posición 43 en lista de la revista Kerrang! referente a los «100 Mejores Sencillos de Todos los Tiempos».
El video musical, dirigido por la dupla de hermanos Greg y Colin Strause, fue filmado en febrero de 2001 en Ren-Mar Studios en Hollywood, California y se lanzó en MTV dos meses después. La producción retrata el conflicto interno de una mujer, interpretada por la actriz Katelyn Rosaasen, lidiando con una relación abusiva. Recibió nominaciones en las categorías de «Mejor Video Musical de Rock» y «Mejor Dirección» en los MTV Video Music Awards de 2001, pero perdió ambos premios. Un remix, titulado «Krwlng», se lanzó en el primer álbum de remezclas de la banda, Reanimation (2002).

## Antecedentes y grabación
En 1999, Linkin Park —aún llamados Hybrid Theory— reclutó a Chester Bennington como nuevo vocalista y con él publicaron el EP Hybrid Theory (EP). El grupo, que en ese momento tenía problemas para conseguir un contrato discográfico, comenzó a desarrollar demos de canciones que posteriormente incluirían en su álbum debut. Una de estas maquetas, «Blue», se grabó durante los primeros meses en los que se unió Bennington.  Aunque al grupo no le gustó, el multiinstrumentista y rapero Mike Shinoda tomó su melodía y junto a Bennington escribió la letra para una nueva canción. En una entrevista que le concedió al sitio web ShoutWeb en el año 2000, Shinoda expresó su descontento con «Blue» y reveló que de su puente surgió la melodía del estribillo de «Crawling».
Al igual que el resto de las canciones de Hybrid Theory (2000), la grabación de «Crawling» tomó lugar en los NRG Recording Studios en North Hollywood, California, entre marzo y julio del año 2000. La producción de la canción estuvo a cargo de Don Gilmore y la mezcla a mando del ingeniero de audio Andy Wallace. «Crawling» no cuenta con la participación de Dave «Phoenix» Farrell. En 1999 el bajista salió de gira con la banda Tasty Snax, el tour se extendió hasta el año 2000 y le impidió estar en la grabación. Por este motivo, Kyle Christner se desempeñó como bajista de la demo «Blue» y Brad Delson en «Crawling». En una entrevista en el año 2002 Delson mencionó que el rango vocal de Bennington amplió la capacidad de escritura de la banda y les permitió crear la canción: 

«Lo que sucedió cuando Chester se unió al grupo fue que cambiamos de "Hey, estos son los tipos de partes de canto que queremos" a "Wow, estas son partes de canto que nunca pensamos", porque su rango y versatilidad son tales que, como en 'Crawling', ¿Quién hubiera pensado en escribir esa melodía? No podrías porque hay muy pocas personas en el mundo que probablemente puedan cantar eso».

Las primeras demos de «Crawling» contenían las palabras «Fear is powerful» en el estribillo, pero Gilmore interpretó erróneamente esta línea. Shinoda recordó en una entrevista: «[Bennington] escribió la línea "Fear is powerful" en el estribillo, y cuando le preguntamos a nuestro productor Don [Gilmore] si le había gustado la nueva canción, él dijo: "Es buena, realmente me gusta esa línea 'Fear is how I fall'", y los dos nos quedamos como: "¡Ah, sí, esa línea!". Lo escuchó mal, pero escuchó una línea realmente genial por accidente». A la banda le gustó tanto la nueva línea que decidió implementarla en la versión final de la canción. Esta versión vio la luz tras el lanzamiento de la edición por el 20 aniversario de Hybrid Theory.

## Composición
Con una duración de tres minutos y veintinueve segundos (3:29), «Crawling» es la quinta pista de Hybrid Theory, le precede «Points of Authority» y antecede a «Runaway». En términos musicales es una canción del género nu metal. También incorpora los géneros rap rock y rap metal, reconocibles durante una breve línea cantada por Shinoda antes del estribillo; es una de las pocas pistas del álbum en las que el rap se minimiza. En palabras del medio IGN, la canción comienza con un «efecto de sonido [que se asemeja a] agua goteando por un desagüe, y se amplifica por la batería silenciosa de Rob Bourdon, los efectos de DJ de Joe Hahn y las líneas de bajo de Phoenix». En comparación con otras pistas del álbum, esta es una canción que comienza lento hasta llegar al estribillo. Madison.com describió «Crawling» como «una de las varias canciones [de Hybrid Theory] que muestran más la influencia del techno, alternando entre texturas ambientales y un rugido industrial tipo Nine Inch Nails, todo envuelto en un vocal creciente de Chester Bennington». Por su parte, Shinoda comentó que la canción posee una similitud sonora con el estilo musical de la banda Depeche Mode. Según la partitura musical publicada por Universal Music Publishing Group, «Crawling» fue escrita en la tonalidad de do sostenido menor, con un tempo de 104 latidos por minuto. La voz de Bennington se extienden entre las notas do♯3 y si5. En una entrevista con Billboard, Delson describió el estribillo de «Crawling» como «muy pesado», en contraste con los versos, «que son melódicos y tranquilos». También comentó: «Hay una tonelada de guitarras superpuestas con notas diferentes. Es un sonido muy rico. La línea de Chester es casi estática. Está cantando una nota muy alta, pero al mismo tiempo, puedes decir que su garganta está hecha de acero. La yuxtaposición [del] lo que está haciendo en términos de notas y tonalidades con la música en sí crea una relación muy agradable».

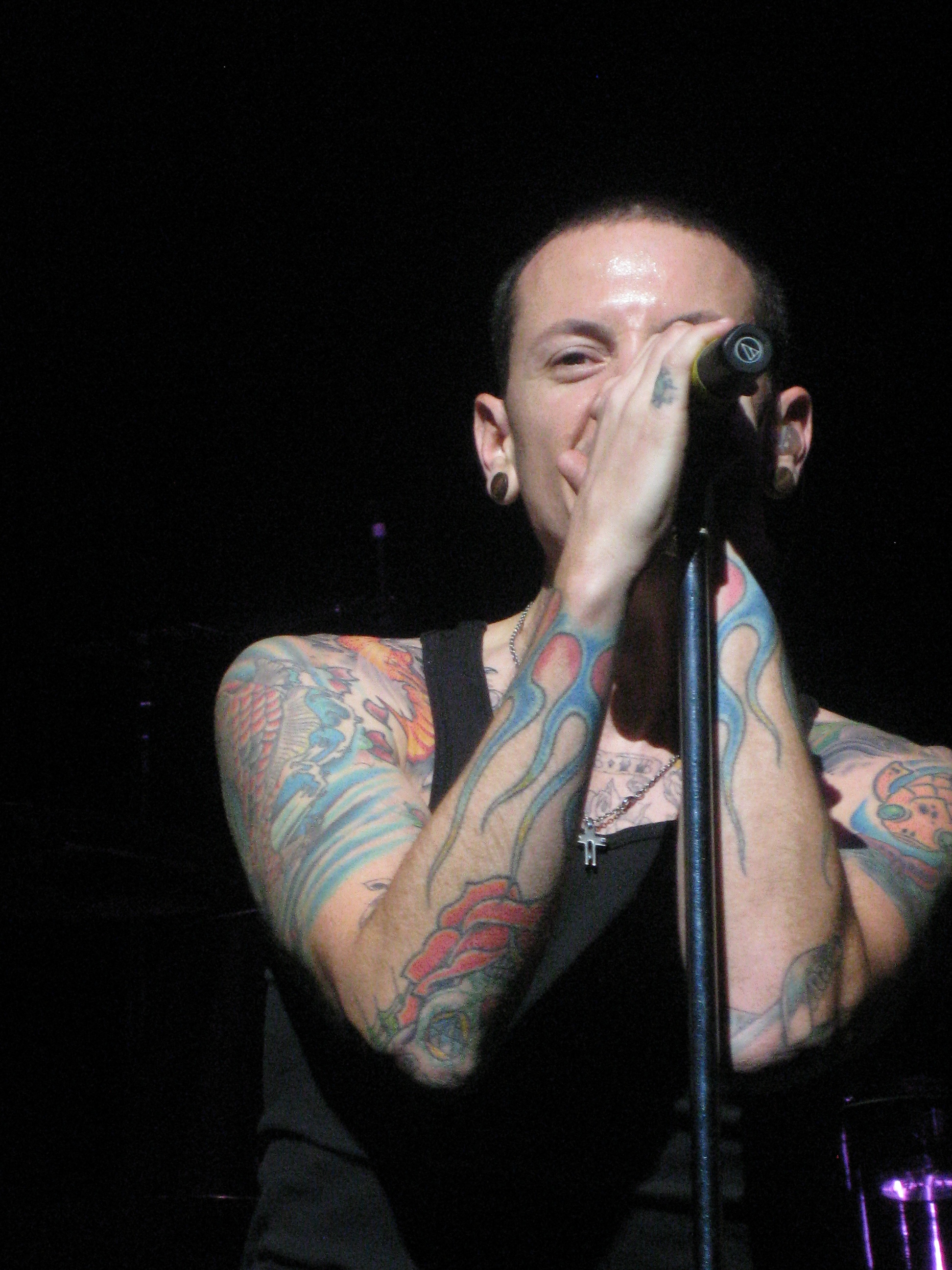
Las experiencias de vida del vocalista Chester Bennington sirvieron como base para la letra de "Crawling".

Líricamente, «Crawling» se enfoca en varios temas, incluyendo la autoconsciencia, la falta de confianza en sí mismo, el abuso de drogas y alcohol y asumir la responsabilidad de sus propias acciones. Delson comentó que la inspiración detrás de las letras provino de las experiencias de vida de Bennington, y caracterizó la canción como "una especie de expresión de esos sentimientos de inseguridad y duda que todos experimentamos". Bennington, en una entrevista con Noisecreep, declaró: «probablemente es la letra más literal que he escrito para Linkin Park y se trata de sentir que no tenía control sobre mí mismo en términos de drogas y alcohol [...] No soy uno de esos tipos que piensa que ser anónimo es tan bueno. No tengo problemas con que la gente sepa que tenía un problema con la bebida. Eso es quien soy y tengo suerte de muchas maneras porque puedo hacer algo al respecto. Puedo crecer como persona a través de esto. Es algo genial. No es genial ser un alcohólico, lo que significa que no es genial salir a beber y ser un idiota. Es genial ser parte de la recuperación». En una entrevista con la BBC, Bennington también expresó:

«En una canción como 'Crawling' estamos hablando sobre autoconciencia o falta de autoconfianza. Esa es una gran parte de esta canción, porque cuando te encuentras en ciertas situaciones con muchas personas mirándote, encuentras fallas en ti mismo y te pones nervioso y quieres cambiarlas. Temas como estos son realmente complicados de hablar, y cuando empezamos a escribir las letras nos sentimos energizados e interesados en escribir estas canciones y perseguirlas con mucha intensidad. Sentarse frente a una computadora pensando en la basura que hiciste antes de acostarte, que pensaste que podrías haber hecho mejor, a veces te asustará.»

La revista Loudwire y la NME comentaron que la canción puede hacer referencia al abuso infantil del que Bennington fue víctima cuando era joven. Además, las letras también pueden referirse al trastorno de ansiedad, así como a los efectos secundarios de la metanfetamina -una droga que Bennington consumió durante su adolescencia-. En una entrevista con Rolling Stone, Bennington dijo que "Crawling" -y otras canciones con temas similares- era su manera de hacer un balance de los momentos difíciles de su vida: "Es fácil caer en la trampa de 'pobre yo'. Es de ahí que surgen canciones como 'Crawling'. Canciones como esta hablan de asumir la responsabilidad por tu situación. En 'Crawling', no hablo de 'tú' en ningún momento. Se trata de mí siendo la razón por la que estoy así. Hay algo que me agarra y me arrastra hacia abajo".

## Lanzamiento
«Crawling» se lanzó por primera vez el 24 de octubre de 2000, en el momento del lanzamiento de Hybrid Theory. La canción fue lanzada como el segundo sencillo del álbum el 2 de abril de 2001 a través de un CD sencillo, que incluía una versión en vivo de "Papercut" y un video detrás de escena. También se lanzó una versión en DVD de la canción, que cuenta con un video en vivo de «Crawling». El video tiene una función de múltiples ángulos de cámara, que permite al espectador elegir qué ángulo desea ver. El DVD también incluye cuatro fragmentos en vivo de treinta segundos de las canciones «By Myself», «With You», «One Step Closer» y «A Place for My Head». El 17 de abril, "Crawling" fue enviada a las radios de los Estados Unidos por la discográfica Warner Bros. Más tarde, el 1 de mayo, el CD sencillo de la canción se lanzó en territorio internacional. Además, también se lanzaron formatos en VHS y cinta de casete de la canción. Una versión promocional, que incluye "One Step Closer", se lanzó exclusivamente en Japón por Warner Music Japan. Su demo, «Blue», estuvo disponible por primera vez en el Linkin Park Underground Eleven (2011), el undécimo EP lanzado para el club de seguidores oficial de la banda.

## Recepción crítica
«Crawling» fue bien recibida por los críticos de música. Muchos reseñadores elogiaron su composición y temas. David Turner, de Stereogum, dijo que la pista tiene un «nivel de angustia emocional gráfica [que] ayudó a polarizar a la banda al comienzo de su carrera cuando estaban entrando en el mainstream». Continuó diciendo: «Para muchos fans de Linkin Park (incluyéndome), que descubrieron la banda en la preadolescencia o adolescencia, este tipo de franqueza lírica no fue registrada como algo para burlarse, sino que se aprovechó de un sentimiento que no podíamos verbalizar». Escribiendo para Kerrang!, Sam Law dijo que «Crawling» «pareció el primer buceo profundo en los daños subyacentes a la composición. Un ajuste de cuentas sobre culpa y autoaversión, [que] muestra a Chester tratando de llegar a un acuerdo con los demonios de su pasado». Thea de Gallier, del diario británico The Daily Telegraph, dijo que la canción es una de las más «personales» de la banda. En una reseña a la edición 20 aniversario de Hybrid Theory, Daryl McIntosh de Albumism declaró:

"Crawling" provocó uno de los momentos musicales inolvidables para mi generación. Puedes recordar dónde estabas la primera vez que escuchaste la canción y cómo pudo haber reencauzado tus experiencias personales [...] "Crawling" ha perdurado durante veinte años como una de las canciones más emblemáticas de la banda y una de las canciones de rock destacadas de su época. "Crawling" es la primera canción que me viene a la mente que no solo expresa el talento de Bennington como vocalista, sino que también poseía esa chispa rara que permitía que su talento se entrelazara con la turbulencia personal para una entrega vocal desgarradora. [...]  "Crawling" combina letras bien elaboradas con una brillante instrumentación, para una experiencia emocional que ocurre demasiado poco en la música.

Chad Childers, de Loudwire, dijo que «Bennington ofrece uno de sus gritos más feroces hasta la fecha». Ultimate Guitar opinó que la canción «muestra la dinámica que Chester Bennington tenía como ninguna otra canción. Hace que el cantante vaya de un canto melódico tranquilo y casi reconfortante a rasgar los altavoces con sus gritos». En una reseña a Hybrid Theory por Rolling Stone, Matt Diehl mencionó que la fusión extraña musical era efectiva en canciones como Crawling, donde los pegadizos refranes de Shinoda y los cantos de Bennington demostraban que el synthp pop podía fusionarse con el hip hop. Tras la muerte de Bennington y en una vista en retrospectiva a las canciones claves del vocalista, Rolling Stone describió "Crawling" como una pista "claustrofóbica y burbujeante" y dijo que coloca a Bennington en el centro del escenario, permitiéndole retratar completamente la tensión descrita en sus versos llenos de incomodidad". Ollie Dean, de Classic Rock History, observó que la «forma suave y casi sin emoción en que Bennington canta en los versos es el contraste perfecto con la atmósfera rabiosa y angustiante del coro, en el que puedes sentir el dolor, la tristeza y la furia que se esconden detrás de cada palabra que escupió». Jon Caramanica, de The New York Times, dijo que Bennington expresó una «angustia fuerte, vívida y bautismal» en la canción.

### Reconocimientos
«Crawling» ganó el premio a la «Mejor Interpretación de Hard Rock» en los Premios Grammy de 2002. Años después, en una entrevista con Kerrang!, Shinoda admitió que no sabía exactamente el significado de esta categoría en ese momento, pero consideró que la interpretación vocal de Bennington les ayudó a ganar el premio: "Fue difícil para él hacer sus vocales [en esta] canción en algunas noches en la gira, y es imposible para cualquier otra persona cantarla tan bien. Cada versión es solo una sombra de la interpretación de Chester en la canción". La canción también fue nominada en la categoría de "Mejor Single" en los Premios Kerrang! de 2001, pero perdió ante "Heaven Is a Halfpipe" de la banda OPM. En una edición impresa de Kerrang! de diciembre de 2002, la canción ocupó el puesto número 43 en la lista de los 100 Mejores Singles de Todos los Tiempos. En 2020, Classic Rock la clasificó en el puesto número 32 en su lista de las "100 Mejores Canciones de Rock del Siglo XXI... Hasta Ahora".

## Rendimiento comercial
En la lista Billboard Hot 100, el principal chart musical de los Estados Unidos, "Crawling" debutó y alcanzó su punto máximo en la semana del 11 de agosto de 2001, donde alcanzó la posición número 79. Aunque alcanzó una clasificación máxima inferior en comparación con el sencillo anterior de la banda, "One Step Closer", la canción permaneció en el chart durante veinte semanas, un número superior a las diecisiete semanas de su predecesor. Antes de eso, se listó en el Bubbling Under Hot 100, una extensión del Billboard Hot 100 compuesta por veinticinco posiciones, debutando en la posición número 25 en la semana del 28 de abril de 2001, y alcanzando su mejor posición el 4 de agosto, donde obtuvo el segundo lugar. En el mismo país, alcanzó la quinta posición en Alternative Airplay (anteriormente referida como Alternative Songs o Modern Rock Tracks) y la tercera posición en Mainstream Rock Tracks en las semanas del 30 de junio y 28 de julio de 2001, respectivamente. Después de la muerte de Bennington, "Crawling", así como otras canciones del catálogo de la banda, ingresó en Hot Rock & Alternative Songs en la semana del 12 de agosto de 2017, posicionándose en el octavo lugar. El 4 de agosto del mismo año, obtuvo una certificación de oro a través de la Recording Industry Association of America (RIAA) por vender más de 500 mil unidades en los Estados Unidos.
La canción tuvo un buen rendimiento comercial en Europa. En la UK Singles Chart del Reino Unido, "Crawling" alcanzó la posición número 16 y permaneció en el chart durante ocho semanas. También en este territorio, la canción figuró en la UK Rock & Metal Chart, alcanzando la segunda posición en la semana del 15 de abril de 2001. En marzo de 2023, la British Phonographic Industry (BPI) la certificó con un disco de platino por las ventas de más de 600 mil unidades en el Reino Unido. En las listas de Austria, la canción alcanzó su punto máximo en la semana del 19 de agosto de 2001, donde llegó a la octava posición. "Crawling" también se situó entre las veinte primeras posiciones en las listas musicales de Alemania (14), Escocia (15) e Irlanda (16). La canción alcanzó la posición número 52 en el Eurochart Hot 100, que tuvo en cuenta las ventas acumuladas de canciones en dieciocho países europeos. En las listas de fin de año de 2001, la canción quedó en la posición número 47 en Alemania, 31 en Austria, 97 en la región de Flandes de Bélgica y en la posición número 190 en el Reino Unido. Después de la muerte de Bennington en 2017, "Crawling" apareció por primera vez en las listas de la República Checa, Eslovaquia, Francia, Hungría y Portugal. En 2018, la Federazione Industria Musicale Italiana (FIMI) la certificó como disco de oro, al alcanzar la marca de 25 mil unidades.

## Video musical

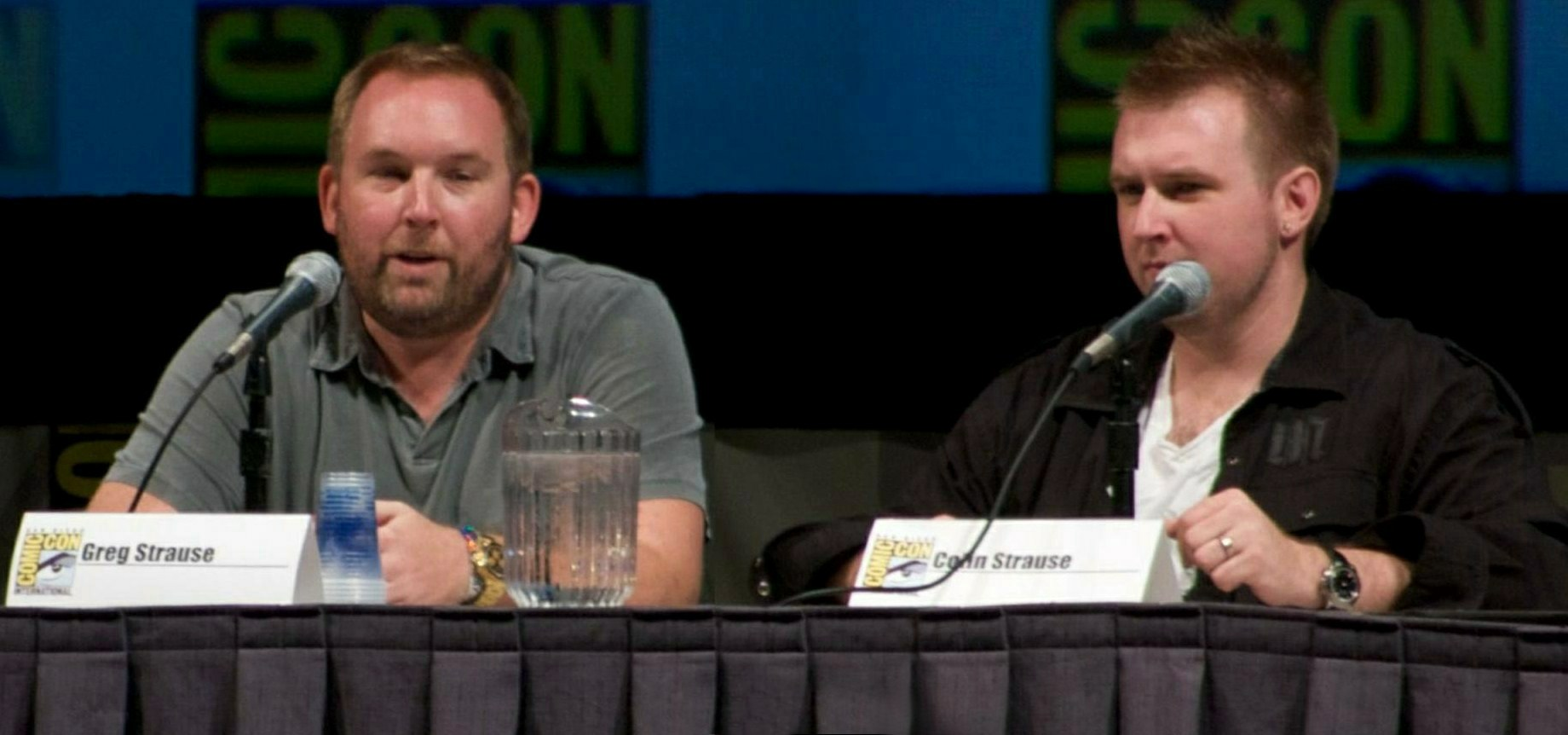
Greg y Colin Strause, directores del videoclip.

El videoclip del sencillo contó con la dirección de los hermanos Greg y Colin Strause. Al igual que en «One Step Closer» —el vídeo anterior a «Crawling»— Joe Hahn trabajó en estrecha colaboración con los directores y contribuyó al concepto del video. El día previo a la filmación, la banda realizó un concierto en Providence, Rhode Island, que dio por finalizada su primera gira como cabeza de cartel en Estados Unidos. Con una agenda acotada, y a dos días de iniciar una gira por Europa, la banda viajó a Los Ángeles el 25 de febrero por la noche para empezar la grabación al día siguiente. 

El rodaje tuvo lugar el 26 de febrero de 2001 en Ren-Mar Studios en Hollywood, California, comenzó a las 7 de la mañana y duró más de 12 horas. Los hermanos Strause, conocidos por su trabajo en la dirección de arte del videoclip de «Californication» de la banda Red Hot Chili Peppers, dirigieron a la banda en frente de una pantalla verde con el objetivo de realizar un escenario creado por computadora en posproducción. Delson comentó que la filmación fue más fácil y rápida que la de «One Step Closer», donde tuvieron que grabar «debajo de un metro». La empresa Pixel Envy, fundada por los hermanos Strause, realizó los efectos visuales. Los encargados en esta área fueron Dan Knight y Yoshiya Yamada. En una entrevista con Shoutweb, Shinoda explicó que el video iba a ser «una historia», en oposición al anterior video de la banda, que el rapero consideró «un video de película de acción».  Respecto a su trama, los hermanos Strause le presentaron a Linkin Park la propuesta de realizar «una versión paralela de la película de terror y ciencia ficción Species (1995) donde un fanático psicópata asesinaba a la banda»; sin embargo, Warner Bros. Records descartó el concepto. Otra idea, esta vez ideada por la banda, Colin Strause la consideró «más artística y oscura». Al final lograron crear una trama que los conectara con su base de fanáticos. Según Shinoda, el video de «Crawling» es «una trama sobre cómo una canción puede ayudar a superar problemas». 

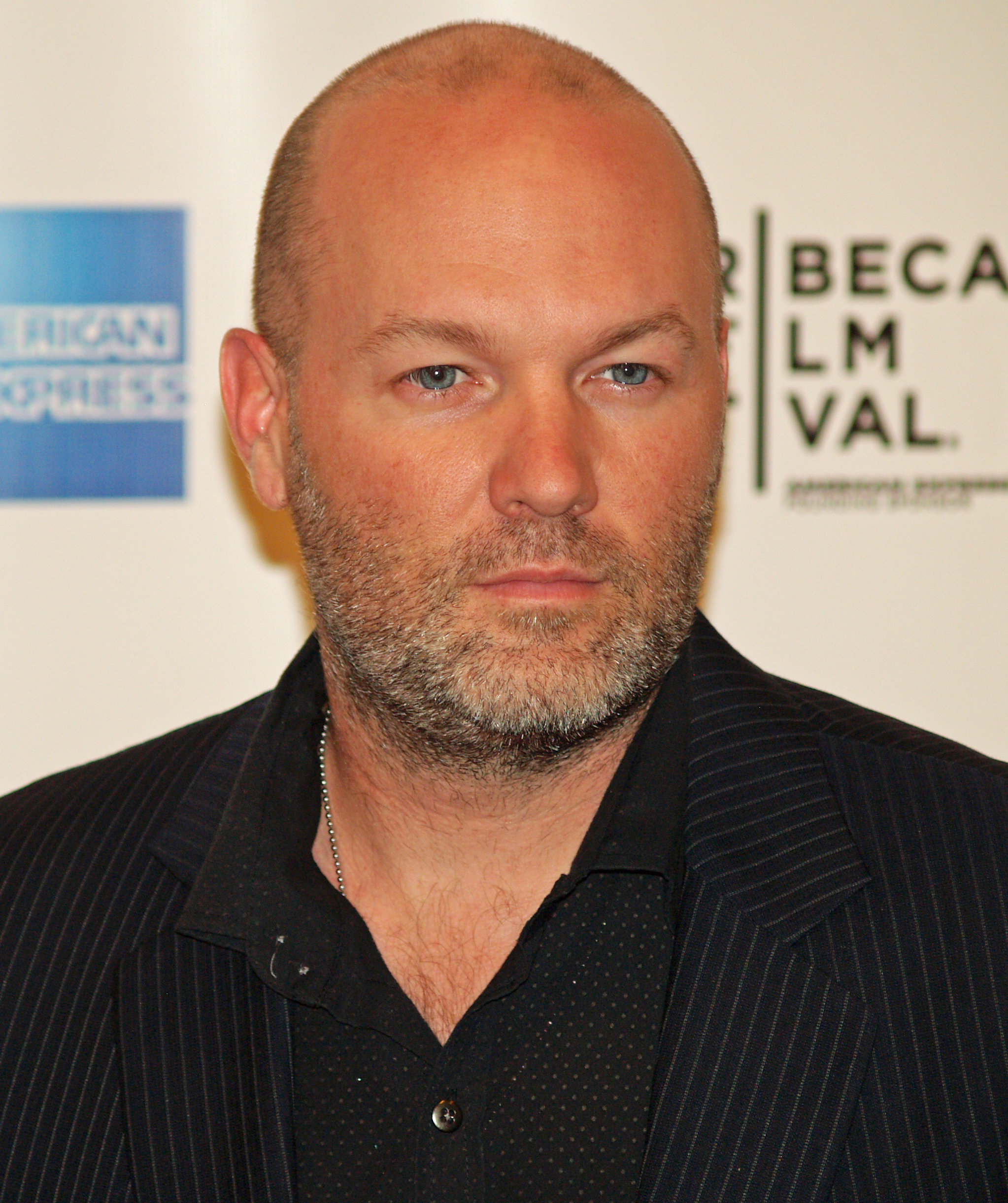
El grupo perdió contra Limp Bizkit en la categoría de mejor video de rock en los VMA de 2001. En la imagen, Fred Durst, vocalista de la banda.

El videoclip lo protagoniza la actriz y modelo Katelyn Rosaasen. La trama muestra el conflicto interno de una joven mujer que lidia con una relación abusiva. La mujer se aísla del resto del mundo, hecho que se representa con efectos especiales de cristales que se forman a su alrededor. Al final, los cristales retroceden, simbolizando su éxito en la lucha contra la relación. Bennington explicó que la mujer «básicamente interpreta el foco principal de la emoción y la inseguridad [...] Está pasando por una pequeña crisis en su vida, y este video es un descubrimiento de esas cosas que está sintiendo». Durante la filmación, tanto Bennington como Shinoda vieron el escenario del video «como una cueva de hielo "explotando y formándose alrededor de nosotros"». Ambos tenían grandes esperanzas para las partes de efectos gráficos presentados en el video. Por otro lado, Delson dijo que el video es «muy centrado a los efectos especiales», donde «todos los ambientes son generados por computadora». Años más tarde, Shinoda mencionó que la discográfica fue realmente fundamental para ayudarles a encontrar un buen equipo para hacer el video. «Crawling» fue el primer videoclip de «Phoenix» con la banda; quien regresó a ella poco antes de comenzar a trabajar en este video.
El videoclip de «Crawling» se estrenó en MTV en abril de 2001. Comentarios de audio sobre la producción del video, así como imágenes detrás de cámaras, se incluyeron en el primer DVD de la banda, Frat Party at the Pankake Festival, lanzado en noviembre de 2001. El video recibió dos nominaciones en los MTV Video Music Awards de 2001 en las categorías de «Mejor Video de Rock» y «Mejor Dirección»; la obra perdió ambas categorías ante «Rollin'» de Limp Bizkit y «Weapon of Choice» del músico británico Fatboy Slim (bajo la dirección de Spike Jonze), respectivamente. El video musical de «Crawling» en YouTube, lanzado originalmente en formato 360p el 23 de octubre de 2009, fue remasterizado a calidad HD en octubre de 2020, después del lanzamiento de la edición especial del vigésimo aniversario de Hybrid Theory.

## Presentaciones en directo

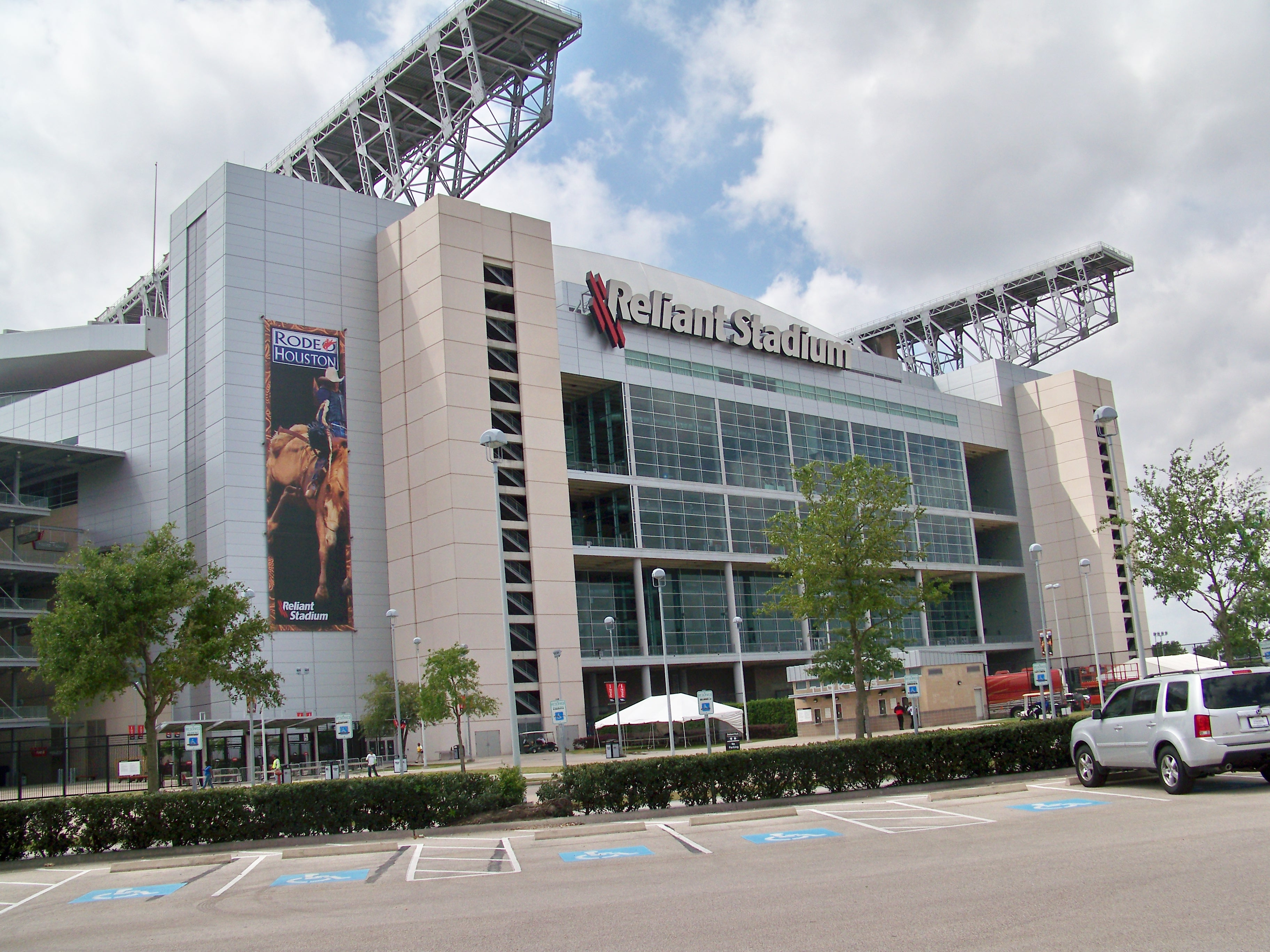
El 2 de agosto de 2003, la banda interpretó "Crawling" en el Reliant Stadium de Houston, Texas, a través del Summer Sanitarium Tour. La actuación se incluyó en el primer álbum en vivo del grupo, Live in Texas.

A pesar de estar ausente en las presentaciones de la banda durante el año 2000, "Crawling" fue tocada con mucha frecuencia durante el año 2001. Un video de una presentación en vivo que ayudó a la promoción de la canción fue grabado durante el Dragon Festival en San Bernadino, California, en febrero de 2001, y lanzado en abril. La banda tocó "Crawling" durante el festival Ozzfest, que tuvo lugar entre junio y agosto de 2001. También tocó la canción en vivo durante la primera edición de Projekt Revolution, la última gira de promoción de Hybrid Theory, que tuvo lugar en enero y febrero de 2002.
El 2 de agosto de 2003, a través de la gira Summer Sanitarium Tour de la banda Metallica, Linkin Park interpretó la canción en el Reliant Stadium en Houston, Texas. Esta presentación fue incluida en el primer álbum en vivo del grupo, Live in Texas, lanzado en noviembre de ese mismo año. En 29 de junio de 2008, la banda se presentó en Milton Keynes, Inglaterra para promocionar su tercer disco, Minutes to Midnight. Esta presentación fue grabada para el DVD Road to Revolution: Live at Milton Keynes, lanzado en noviembre de 2008, donde una versión en vivo de "Crawling", con una introducción del remix "Krwlng", estuvo presente en su lista de canciones. En el mismo año, la banda tocó la canción junto al cantante Chris Cornell. En 2011, durante una charla con los aficionados, Bennington reconoció que la canción "le causó más problemas en vivo que cualquier otra canción. Sólo por esa nota larga todo el tiempo". Ante esta declaración, la canción estuvo ausente en algunas presentaciones del grupo al año siguiente, aunque en el mismo año, Bennington consideró "Crawling" como una de las canciones que la banda no podía dejar de tocar. En 2014, aunque se retiró de la lista de canciones de muchas presentaciones del grupo durante la gira de promoción de su sexto disco, The Hunting Party, la canción fue interpretada, junto con todas las canciones de Hybrid Theory, durante el Download Festival de ese año.

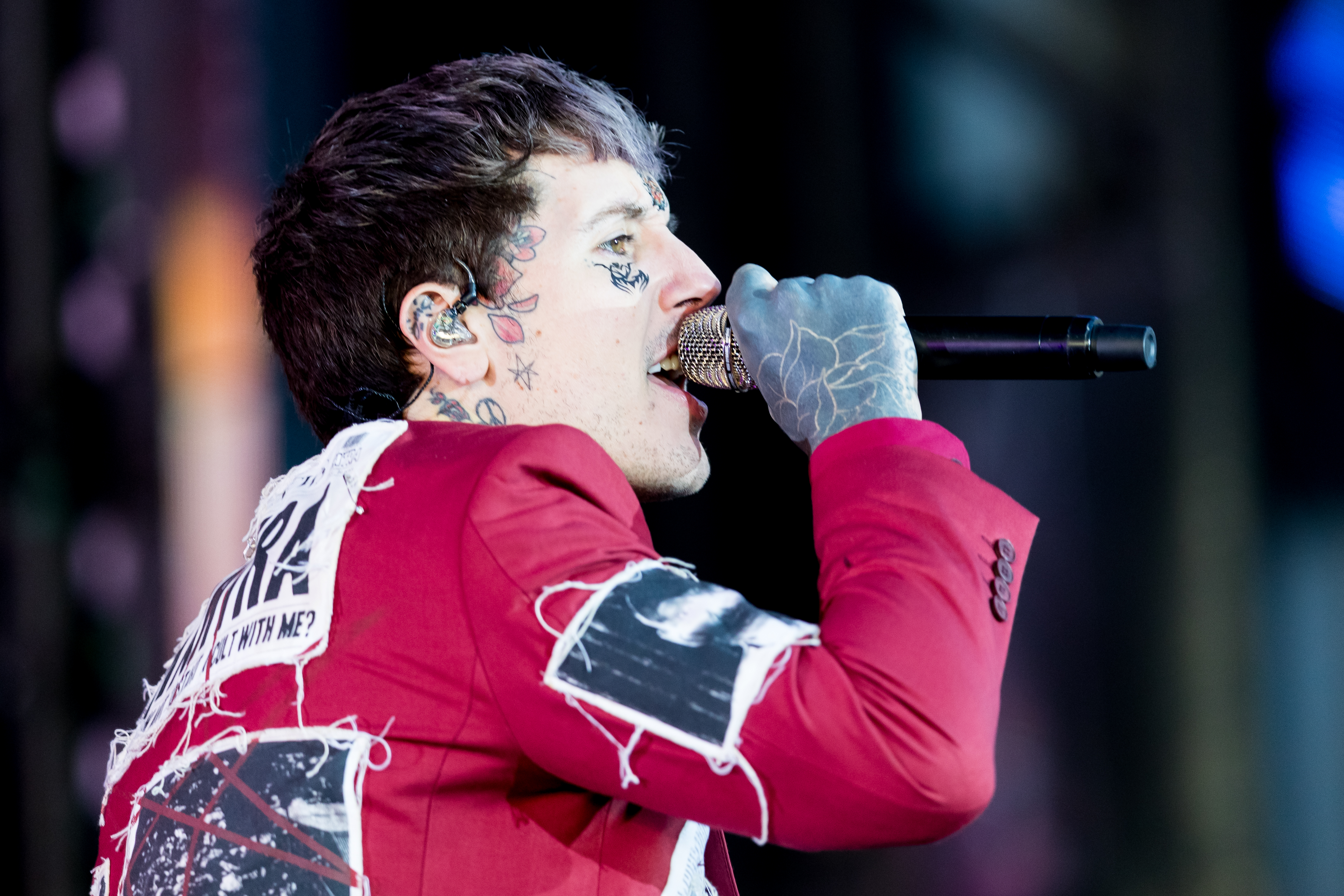
Oliver Sykes, vocalista de Bring Me the Horizon, cantó la canción junto a la banda en el concierto en homenaje a Chester Bennington.

En 2017, Linkin Park comenzó a presentar una versión acústica de piano de "Crawling", ya que Bennington admitió que, después de tocar la canción original en vivo durante tantos años, ya no tenía ganas de tocarla, y opinó que la versión de piano le dio una "nueva vida a la música". La primera presentación de esta nueva versión ocurrió el 16 de febrero de 2017 en una transmisión en vivo en Facebook. La banda continuó presentando esta versión durante la One More Light World Tour, que promovió el séptimo álbum de estudio del grupo, One More Light, entre mayo y julio de 2017. La última presentación de "Crawling" realizada por Bennington fue el 6 de julio de 2017 en la Barclaycard Arena en Birmingham, Inglaterra, antes de su muerte el 20 de ese mismo mes. El 4 de diciembre de 2017, la banda publicó un video de una presentación en vivo de esta versión, que sirvió para promocionar el álbum One More Light Live. El video presenta a Bennington en medio de una multitud mientras canta la canción, "acompañado solo por una melodía de piano desnuda, destacada en el video en blanco y negro por un puñado de focos", según lo descrito por Billboard. Neil Z. Yeung, de AllMusic, opinó que la "versión de piano despojada de 'Crawling' revela la capacidad inimitable de Bennington de canalizar dolor y angustia en catarsis compartida". En octubre de 2017, durante el concierto en homenaje a Chester Bennington, la canción fue tocada por la banda junto con el vocalista de Bring Me the Horizon, Oliver Sykes, en las voces, y por el DJ y productor musical Zedd en la batería.

## Usos y otras versiones
Como parte de la lista de canciones del primer álbum de remezclas de la banda, Reanimation (2002), "Crawling" fue grabada nuevamente por Shinoda y cuenta con la voz invitada del cantante Aaron Lewis, vocalista de la banda Staind. El remix, que fue renombrado como "Krwlng", fue descrito por MTV como una "montaña rusa del original con una trayectoria más directa". Hahn describió la canción como "espacial y dos veces más larga que la original de tres minutos". En una reseña del álbum Reanimation, Chris C., de IGN, opinó que la canción "se volvió mucho más tranquila, abriendo con un solo de cuerdas lento que es similar a la apertura del CD". En 2010, Shinoda produjo una versión en 8 bits de "Crawling", que apareció en la banda sonora del videojuego del propio Linkin Park, 8-Bit Rebellion! (2010). La canción también formó parte de un contenido descargable (DLC) del juego Rock Band 3 (2010) en enero de 2011.
Una versión country de la canción, interpretada por Bryson Jones y Sweethearts of the Rodeo, fue lanzada como contenido especial en el DVD Frat Party At The Pancake Festival de Linkin Park en 2001. En este mismo DVD, la misma versión, presentada durante la realización del videoclip de "In the End", fue interpretada por amigos del director Nathan "Karma" Cox. Una versión instrumental de piano del remix "Krwlng" fue lanzada por la cantante británica Myleene Klass para su álbum Moving On en 2003. En el año siguiente, "Crawling" fue regrabada por Angelzoom, el proyecto en solitario de la músico electrónica alemana Claudia Uhle, en su álbum homónimo. En 2011, el productor musical francés Madeon lanzó un mashup, titulado "Pop Culture", de treinta y nueve canciones, en el que incluyó "Crawling", utilizando un Novation Launchpad en tiempo real. El video de este mashup se volvió viral y alcanzó más de seis millones de visualizaciones en solo unos días.
Como homenaje a Bennington, quien falleció en julio de 2017, varios artistas hicieron diferentes covers de la canción. A principios de agosto de 2017, el vocalista de la banda británica Coldplay, Chris Martin, interpretó una versión de piano de "Crawling" en vivo en el MetLife Stadium en East Rutherford, Nueva Jersey; dedicó la interpretación "a cualquiera que estuviera extrañando a alguien". Días después, Lewis interpretó una versión de tributo de la canción en vivo en Look Park en Florence, Massachusetts. Al mes siguiente, Jared Leto, vocalista de la banda Thirty Seconds to Mars, incluyó "Crawling" en un mashup con canciones de David Bowie, Soundgarden, Prince y George Michael en homenaje a Bennington.
En enero de 2018, la banda de rock New Years Day lanzó una versión cover de "Crawling" en su EP Diary of a Creep. En noviembre de 2018, la banda galesa Dream State realizó su propia versión de la canción para la compilación Songs That Saved My Life; la recopilación, lanzada por Hopeless Records en colaboración con Sub City Records, tenía como objetivo beneficiar organizaciones de salud mental y prevención del suicidio. En julio de 2020, la banda de heavy metal Bad Wolves publicó un cover de la canción en su cuenta de Patreon. En abril del año siguiente, el vocalista Di Ferrero, de la banda brasileña NX Zero, compartió en sus redes sociales una versión acústica de la canción.

## Lista de canciones
- CD

| N.º | Título                              | Duración |  |
| 1.  | «Crawling» (versión del álbum)      | 3:29     |  |
| 2.  | «Papercut» (en vivo en BBC Radio 1) | 3:08     |  |
| 3.  | «Backstage Video Footage» (video)   |          |  |

## Posicionamiento en listas
| País              | Listas                       | Mejor posición |
| 2001 – 2002       | 2001 – 2002                  | 2001 – 2002    |
| ----------------- | ---------------------------- | -------------- |
| Alemania          | German Singles Chart         | 14             |
| Australia         | ARIA                         | 33             |
| Austria           | Ö3 Austria Top 40            | 8              |
| Bélgica (Flandes) | Ultratop 50                  | 25             |
| Escocia           | Official Scottish Singles    | 15             |
| Estados Unidos    | Billboard Hot 100            | 79             |
| Estados Unidos    | Alternative Songs            | 5              |
| Estados Unidos    | Mainstream Rock Tracks       | 3              |
| Europa            | European Hot 100 Singles     | 52             |
| Irlanda           | Irish Singles Chart          | 16             |
| Nueva Zelanda     | Recorded Music NZ            | 37             |
| Países Bajos      | Dutch Single Top 100         | 45             |
| Reino Unido       | UK Singles Chart             | 16             |
| Reino Unido       | UK Rock & Metal              | 2              |
| Suecia            | Sverigetopplistan            | 27             |
| Suiza             | Schweizer Hitparade          | 43             |
| 2017              |                              |                |
| República Checa   | Singles Digitál Top 100      | 73             |
| Eslovaquia        | Singles Digitál Top 100      | 74             |
| Estados Unidos    | Hot Rock & Alternative Songs | 8              |
| Francia           | SNEP                         | 106            |
| Hungría           | Single Top 40                | 30             |
| Portugal          | AFP                          | 81             |

| País              | Lista                | Posición |
| 2001              | 2001                 | 2001     |
| ----------------- | -------------------- | -------- |
| Alemania          | German Singles Chart | 47       |
| Austria           | Ö3 Austria Top 40    | 31       |
| Bélgica (Flandes) | Ultratop 50          | 97       |
| Reino Unido       | UK Singles Chart     | 190      |
| 2017              |                      |          |
| Estados Unidos    | Hot Rock Songs       | 85       |

### Certificaciones
| País           | Organismo certificador | Certificación | Ventas certificadas | Ref.    |
| -------------- | ---------------------- | ------------- | ------------------- | ------- |
| Austria        | IFPI — Austria         | Oro           | 5 000               | [ 135 ] |
| Estados Unidos | RIAA                   | Oro           | 500 000             | [ 59 ]  |
| Italia         | FIMI                   | Oro           | 25 000              | [ 77 ]  |
| Reino Unido    | BPI                    | Platino       | 600 000             | [ 62 ]  |

## Créditos y personal
- Linkin Park: composición.
- Brian «Big Bass» Gardner: masterización.
- Andy Wallace: mezcla.
- Don Gilmore: producción.
- Grabada en los NRG Recording Studios, Hollywood, California.
- Mezclada en el estudio Soundtrack, Nueva York.
- Masterizada en el Bernie Grundman Mastering, Hollywood, California.

Fuente: Discogs.